# 三人婚
三人婚（さんにんこん、仏：Ménage à trois）は、2人の同性と1人の異性による婚姻関係を指す。
フランス語のMénage à troisの直訳であり、日本語の語彙には適切な言葉はない（男1人、女2人の関係に限定すれば「妻妾同衾」がこれに近い）。
一夫多妻制や一妻多夫制と類似しているが人数が3人と限定されるものである。
国によっては正式に認められている。

## 概要
フランスでは「三人家庭（ménage à trois）」などと表現されいわゆる浮気ではなく円満な夫婦関係に加えて、夫婦双方が理解と納得の上で築かれる肉体関係を伴うもう1人のパートナーを加えた状態を言う。
日本での過去における実例としては、岡本一平と岡本かの子、堀切茂雄による同居生活が有名。
フィクションの世界では同性愛者のカップルに異性愛者のパートナーを加えて、結婚生活を偽装するという演出が見られる。あるいは親友同士が同じ相手を好きになった結果、事実上の三人婚を行なうというものも散見される。
日本では西洋文化とともに西洋の社会規範が流入し、明治維新以降一夫一婦制が正式な夫婦関係となったが妾と呼ばれる愛人を外に囲うことが一部で見られた。
江戸時代から裕福な家庭において行なわれて来たため、一部で男の甲斐性であると主張する人々も存在する。こうした場合必ずしも三人とは限らないが、愛人は別宅に住まわせることが一般的で、三人が同居することは少ない。
人口の男女比に大きな隔たりがあり、一夫一婦制では結婚出来る者が限られる場合にも三人婚が行われる場合もある。

## 各国の状況
- ブラジルでは2012年8月「3人婚」の届け出が初めて受理された[1]。
- イラク(イスラム教)でも平等に扱うかぎり、4人まで妻を持つことを認めている[2]。
- 国によっては結婚生活を重複して行なうことは、重婚として犯罪とされることがある。